# Andenes
Andenes – miasto w Norwegii, stolica gminy Andøy. 2600 mieszkańców. Atrakcją turystyczną jest polowanie na walenie